# إدواردو بونفاليت
إدواردو بونفاليت (بالإسبانية: Eduardo Bonvallet)‏ مواليد 13 يناير 1955 في سانتياغو - الوفاة 18 سبتمبر 2015 في سانتياغو، كان لاعب كرة قدم تشيلي كان يلعب كلاعب وسط. سبق له أن لعب في كأس العالم لكرة القدم مع منتخب بلاده. لعب خلال مسيرته 217 مباراة سجل خلالها 18 هدفاً.

## المسيرة الاحترافية

### أندية لعب لها
- نادي أونيفرسيداد دي تشيلي
- نادي أونيفرسيداد كاتوليكا
- نادي أوهيجينس
- فورت لودردايل سترايكرز

## روابط خارجية
- إدواردو بونفاليت على موقع الاتحاد الدولي (مؤرشف)  (الإنجليزية)
- إدواردو بونفاليت على موقع قاعدة بيانات كرة القدم.إي يو (الإنجليزية)
- إدواردو بونفاليت على موقع ناشيونال فوتبول تيمز (الإنجليزية)
- إدواردو بونفاليت على موقع Soccerway.com (الإنجليزية)
- إدواردو بونفاليت على موقع عالم كرة القدم.نت (الإنجليزية)